# Glaphyra dentifera
Glaphyra dentifera là một loài bọ cánh cứng trong họ Cerambycidae.